# Nebel (strumento musicale)
Il nebel (in ebraico נֵ֤בֶל ‎?, nêḇel) o nablo è uno strumento musicale di legno a corde pizzicate utilizzato dall'antico popolo ebraico e dai fenici, poi diffusosi, pur non diventando mai popolare, nell'antica Grecia, dove venne chiamato nabla (in greco antico: νάβλα?). 
Sarebbe in riferimento alla sua caratteristica forma pseudotriangolare che il matematico William Hamilton avrebbe indicato l'operatore nabla.